# United States Seventh Fleet

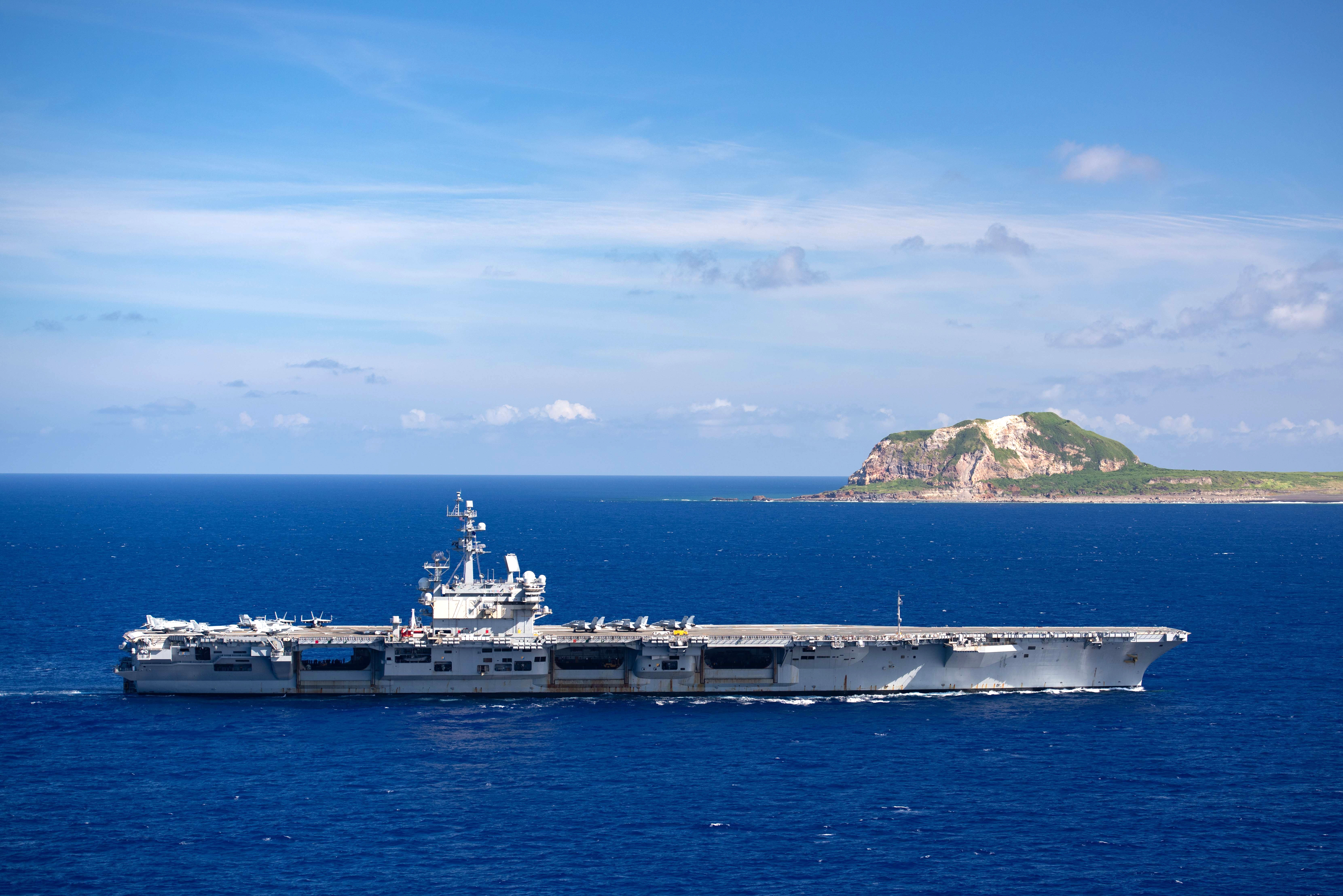
USS Ronald Reagan (CVN-76)

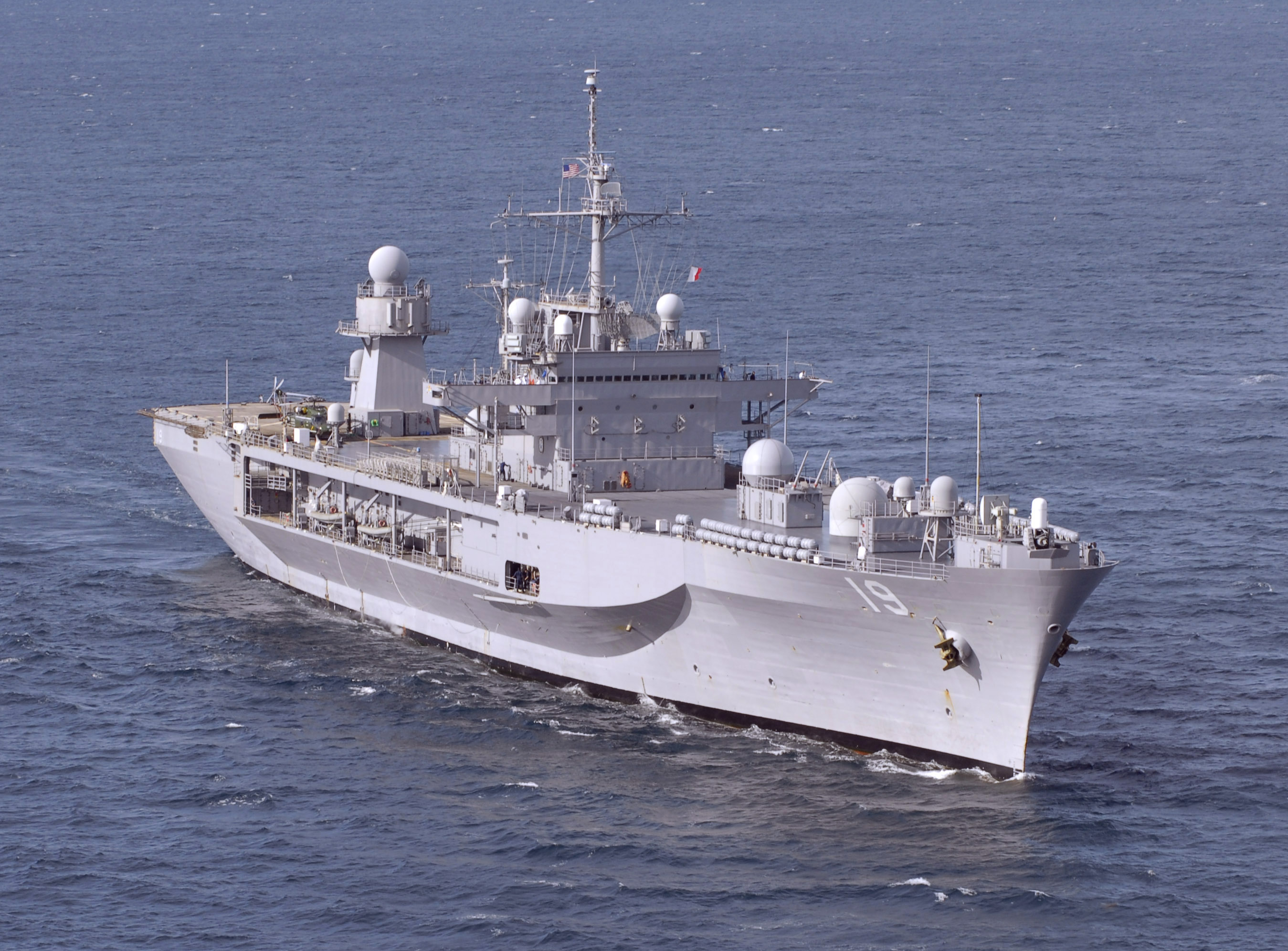
USS Blue Ridge (LCC-19)

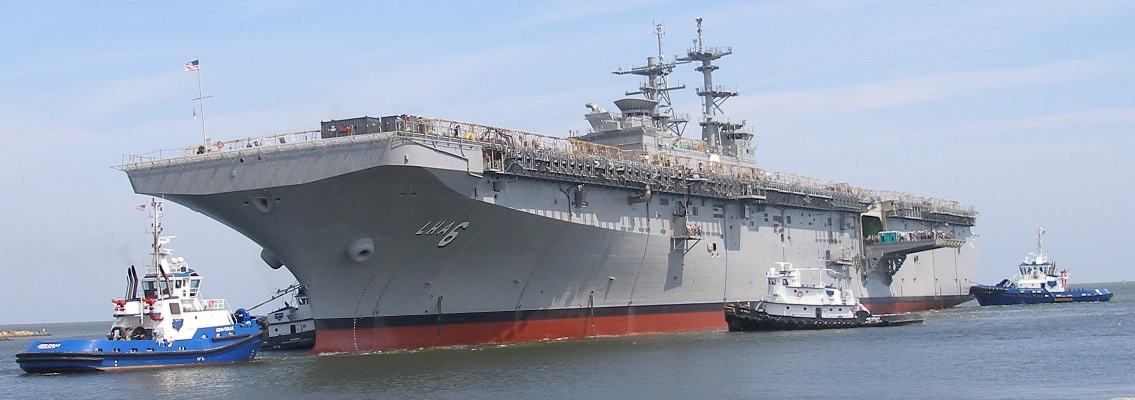
USS America (LHA-6)

La Settima 7 Flotta degli Stati Uniti è un comando della Flotta del Pacifico dell'U.S. Navy, responsabile di tutte le sue unità navali di superficie, sottomarine e forze aeree dislocate nell'Oceano Pacifico occidentale e in parte dell'Oceano Indiano. 

## Storia
La Settima flotta fu istituita il 15 marzo 1943 con il nome di Forza del Pacifico Sud-occidentale. Ad oggi è la più grande flotta avanzata dell'US Navy. Ha partecipato a diverse campagne durante la seconda guerra mondiale, inclusa la battaglia del golfo di Leyte, come componente navale sotto il Comando Supremo del Pacifico Sud-occidentale, guidato dal generale Douglas MacArthur. Fu durante la guerra di Corea che assunse il nome definitivo di Settima Flotta. In questo conflitto partecipò attivamente con le portaerei della Task Force 77 e condusse lo sbarco ad Inchon con le sue unità anfibie. Fu attiva anche durante la guerra del Vietnam e durante l'invasione del Kuwait nel 1990 il suo comando assunse le responsabilità anche del Comando Centrale delle forze navali americane, mantenuto fino al 24 aprile 1991, al termine delle operazioni di Desert Storm. Negli anni successivi la flotta ha operato principalmente nelle attività umanitarie di supporto ai gravi eventi sismici del 2004 in Indonesia e del 2011 in Giappone.

## Organizzazione
I seguenti comandi subordinati sono, al 15 luglio 2025, sotto il suo controllo:

### Task Force 70- Command Battle Force, 7th Fleet (CTF-70)

#### Carrier Strike Group 5 (COMCARSTRKGRU Five) - Base Yokosuka, Giappone
- USS George Washington (CVN-73)
- Naval Surface Group WESTPAC - Base Yokosuka, Giappone
  -  USS Antietam (CG-54)
  -  USS Robert Smalls (CG-62)
  -  USS Shiloh (CG-67)
  -  USS Benfold (DDG-65)
  -  USS Milius (DDG-69)
  -  USS Higgins (DDG-76)
  -  USS Howard (DDG-83)
  -  USS McCampbell (DDG-85)
  -  USS Shoup (DDG-86)
  -  USS Preble (DDG-88)
  -  USS Dewey (DDG-105)
  -  USS John Finn (DDG-113)
  -  USS Ralph Johnson (DDG-114)
  -  USS Rafael Peralta (DDG-115)
- Carrier Air Wing Five (CVW-5), codice NF. Imbarcato sulla USS George Washington

| Squadron     | Insegna | Aereo impiegato               | Numero | Profilo |
| ------------ | ------- | ----------------------------- | ------ | ------- |
| VFA-102      |         | F/A-18F Super Hornet          | 11     |         |
| VFA-27       |         | F/A-18E Super Hornet          | 11     |         |
| VFA-147      |         | F-35C Lightning II            | 12     |         |
| VFA-195      |         | F/A-18E Super Hornet          | 11     |         |
| VAQ-141      |         | Boeing E/A-18G Growler        | 5      |         |
| VAW-125      |         | Northrop Grumman E-2C Hawkeye | 5      |         |
| VRM-30 Det.5 |         | Bell Boeing CMV-22B Osprey    | 3      |         |
| HSC-12       |         | Sikorsky MH-60S Seahawk       | 9      |         |
| HSM-77       |         | Sikorsky MH-60R Seahawk       | 10     |         |

 Squadron HSM-51, codice TA - Equipaggiato con Sikorsky MH-60R Seahawk - Base Atsugi, Giappone. Gli elicotteri sono imbarcati sulle varie unità d'attacco della Task Force.

### Task Force 72- Command Patrol & Reconnaissance Force, 7th Fleet (CTF-72)
- Squadron VP-9, codice PD - Equipaggiato con Boeing P-8 Poseidon - Base Atsugi, Giappone

### Task Force 73- Command Logistic Group, Western Pacific (CTF-73) - Base Singapore
- Maritime Pre-Positioning Ship Squadron 2 (MPSRON two)
  - 5 Navi Cargo
    -  USNS Seay (T-AKR 302)
    -  USNS Pililaau (T-AKR 304)
    - USNS GYSGT Fred W. Stockham (T-AK 3017)
    -  USNS Sisler (T-AKR 311)
    -  USNS Dahl (T-AKR 312)
- Maritime Pre-Positioning Ship Squadron 3 (MPSRON three)
  - 5 Navi Cargo
    -  USNS 2nd LT John P. Bobo (T-AK 3008)
    -  USNS PFC Dewayne T. Williams (T-AK 3009)
    -  USNS 1st LT Balmodero Lopez (T-AK 3010)
    -  USNS 1st LT Jack Lummus (T-AK 3011)
    -  USNS SGT William R. Button (T-AK 3012)
- Army Prepositioning Stock 3 (APS three)
  - 7 Navi Cargo
    -  MV SSG Edward A. Carter Jr. (T-AK 4544)
    -  MV CAPT David I. Lyon (T-AK 5362)
    -  USNS Red Cloud (T-AKR 313)
    -  USNS Charlton (T-AKR 314)
    -  USNS Watkins (T-AKR 315)
    -  USNS Pomeroy (T-AKR 316)
    -  USNS Soderman (T-AKR 317)
- 2 Navi Portacontainer per l'U.S. Air Force
  -  MV LTC John U.D. Page (T-AK 4543)
  -  MV MAJ Bernard F. Fisher (T-AK 4396)
- USNS Montford Point (ESD 1)
- USS Miguel Keith (ESB 5)
- 1 Nave salvataggio e recupero USNS Salvor (T-ARS 52)
- 6 Navi munizioni
  -  USNS Lewis and Clark (T-AKE 1)
  -  USNS Sacagawea (T-AKE 2)
  -  USNS Richard E. Byrd (T-AKE 4)
  -  USNS Amelia Earhart (T-AKE 6)
  -  USNS Washington Chambers (T-AKE 11)
  -  USNS Cesar Chavez (T-AKE 14)
- 5 petroliere
  -  USNS John Ericsson (T-AO 194)
  -  USNS Pecos (T-AO 197)
  -  USNS Big Horn (T-AO 198)
  -  USNS Tippecanoe (T-AO 199)
  -  USNS Rappahannock (T-AO 204)
- 5 Navi di sorveglianza oceanica
  -  USNS Victorious (T-AGOS 19)
  -  USNS Able (T-AGOS 20)
  -  USNS Effective (T-AGOS 21)
  -  USNS Loyal (T-AGOS 22)
  -  USNS Impeccable (T-AGOS 23)
- 1 Nave ripara cavi USNS Zeus (T-ARC 7)
- 3 navi da ricerca oceanografica
  -  USNS Bowditch (T-AGS 62)
  -  USNS Henson (T-AGS 63)
  -  USNS Mary Sears (T-AGS 65)
- 2 Navi per l'osservazione di test missilistici
  - USNS Invincible (T-AGM 24)
  - USNS Howard O. Lorenzen (T-AGM 25)
- 1 Nave distribuzione petrolifera USNS VADM K.R. Wheeler (T-AG 5001)
- 1 Nave supporto guerra speciale SSV MV C-Champion
- 6 Vascelli alta velocità 
  - 4767 Westpac Express
  - USNS Guam (HST 1)
  -  USNS Millinocket (T-EPF 3)
  -  USNS Fall River (T-EPF 4)
  -  USNS Brunswick (T-EPF 6)
  -  USNS Puerto Rico (T-EPF 11)
- 2 Navi di supporto a sottomarini 
  - USS Frank Cable (T-AS 40)
  - USS Emory S. Land (T-AS 39)

### Task Force 74- Command Submarine Force 7h Fleet (CTF-74)
- Submarine Group 7 (COMSUBGRU Seven) - Base: Yokosuka, Giappone
  - Submarine Squadron 15 (COMSUBRON Fifteen) - Base Guam
    -  USS Asheville (SSN-758)
    -  USS Jefferson City (SSN-759)
    -  USS Annapolis (SSN-760)
    -  USS Springfield (SSN-761)

### Task Force 75- Command Navy Expeditionary Force Command Pacific, 7th Fleet (CTF-75) - Base: Camp Covington, Guam
- Explosive Ordnance Disposal Mobile Unit Five, Guam
- Coastal Riverine Group Detachment 1, Guam
- 30th Naval Construction Regiment, Port Hueneme, California
- Naval Mobile Construction Battalion three (NMCB-3), Okinawa
- Naval Mobile Construction Battalion Detachment, Guam
- Underwater Construction Team two (UCT-2), Port Hueneme California
- Civil Action Team, Belau

### Task Force 76- Command Amphibious Force, 7th Fleet (CTF-76)
- Expeditionary Strike Group 7 (COMEXPSTRKGRU Seven) - Base: Okinawa, Giappone
  -  USS Blue Ridge (LCC-19) - Base Yokosuka, Giappone. Nave ammiraglia della settima flotta.
  -  USS Rushmore (LSD-47)
  - America Amphibious Ready Group
    -  USS America (LHA-6)
      - Aviation Combat Element
        - Squadron VMM-265 (REINFORCED) - Equipaggiato con Bell Boeing V-22 Osprey
        - Squadron HMH-465 Detachment - Equipaggiato con Sikorsky CH-53 Sea Stallion
        - Squadron HMLA-267 Detachment - Equipaggiato con Bell UH-1Y Venom
        - Squadron HSC-25 Detachment - Equipaggiato con Sikorsky MH-60S Seahawk
        -  Squadron VMFA-242 Detachment - Equipaggiato con Lockheed Martin F-35 Lightning II

    -  USS New Orleans (LPD-18)
    -  USS Green Bay (LPD-20)
    -  USS San Diego (LPD-22)
    - Amphibious Squadron 11 (COMPHIBRON Eleven)- Base Sasebo, Giappone. 
      - Fleet Surgical Team 7

  - Mine Countermeasures Squadron 7 (COMCMRON Seven) - Base: Sasebo, Giappone
    - USS Patriot (MCM-7)
    - USS Pioneer (MCM-9)
    - USS Warrior (MCM-10)
    - USS Chief (MCM-14)

  - Squadron HSC-25, codice RB - Equipaggiato con Sikorsky MH-60S Seahawk - Base Andersen, Guam
  - Naval Beach Unit 7 (NBU seven) - Responsabile di 7 LCAC
  - Tactical Air Control Group 1 (TACGRU one)
    - Tactical Air Control Squadron 12 (TACRON twelve)

### Task Force 79- Command 3rd Marine Expeditionary Brigade (CTF-79) - Base: Okinawa, Giappone
- 31st Marine Expeditionary Unit (31st MEU). Gli uomini e i mezzi sono imbarcati sulle unità dell'America Amphibious Ready Group.

## Comandanti della Settima Flotta degli Stati Uniti[4]
1. Viceammiraglio Arthur S. Carpender (15 marzo 1943 - 26 novembre 1943)
2. Viceammiraglio Thomas C. Kinkaid (26 novembre 1943 - 20 novembre 1945)
3. Viceammiraglio Daniel E. Barbey (20 novembre 1945 - 2 ottobre 1946)
4. Viceammiraglio Charles M. Cooke, Jr. (2 ottobre 1946 - 28 febbraio 1948)
5. Viceammiraglio Oscar C. Badger II (28 febbraio 1948 - 28 agosto 1949)
6. Viceammiraglio Russell S. Berkey (28 agosto 1949 - 5 aprile 1950)
7. Retroammiraglio Walter F. Boone (5 aprile 1950 - 20 maggio 1950)
8. Viceammiraglio Arthur D. Struble (20 maggio 1950 - 28 marzo 1951)
9. Viceammiraglio Harold. M. Martin (28 marzo 1951 - 3 marzo 1952)
10. Viceammiraglio Robert P. Briscoe (3 marzo 1952 - 20 maggio 1952)
11. Viceammiraglio Joseph. J. Clark (20 maggio 1952 - 1 dicembre 1953)
12. Viceammiraglio Alfred M. Pride (1 dicembre 1953 - 9 dicembre 1955)
13. Viceammiraglio Stuart H. Ingersoll (19 dicembre 1955 - 28 gennaio 1957)
14. Viceammiraglio Wallace M. Beakley (28 gennaio 1957 - 30 settembre 1958)
15. Viceammiraglio Frederick N. Kivette (30 settembre 1958 - 7 marzo 1960)
16. Viceammiraglio Charles D. Griffin (7 marzo 1960 - 28 ottobre 1961)
17. Viceammiraglio William A. "Bill" Schoech (28 ottobre 1961 - 13 ottobre 1962)
18. Viceammiraglio Thomas H. Moorer (13 ottobre 1962 - 15 giugno 1964)
19. Viceammiraglio Roy L. Johnson (15 giugno 1964 - 1 marzo 1965)
20. Viceammiraglio Paul P. Blackburn (1 marzo 1965 - 9 ottobre 1965)
21. Retroammiraglio Joseph W. Williams, Jr. (9 ottobre 1965 - 13 dicembre 1965)
22. Viceammiraglio John J. Hyland (13 dicembre 1965 - 6 novembre 1967)
23. Viceammiraglio William F. Bringle (6 novembre 1967 - 10 marzo 1970)
24. Viceammiraglio Maurice F. Weisner (10 marzo 1970 - 18 giugno 1971)
25. Viceammiraglio William P. Mack (18 giugno 1971 - 23 maggio 1972)
26. Viceammiraglio James L. Holloway III (23 maggio 1972 - 28 luglio 1973)
27. Viceammiraglio George P. Steele (28 luglio 1973 - 14 giugno 1975)
28. Viceammiraglio Thomas B. Hayward (14 giugno 1975 - 24 luglio 1976)
29. Viceammiraglio Robert B. Baldwin (24 luglio 1976 - 31 maggio 1978)
30. Viceammiraglio Sylvester Robert Foley, Jr. (31 maggio 1978 - 14 febbraio 1980)
31. Viceammiraglio Carlisle A.H. Trost (14 febbraio 1980 - 15 settembre 1981)
32. Viceammiraglio M. Staser Holcomb (15 settembre 1981 - 9 maggio 1983)
33. Viceammiraglio James R. Hogg (9 maggio 1983 - 4 marzo 1985)
34. Viceammiraglio Paul F. McCarthy, Jr. (4 marzo 1985 - 9 dicembre 1986)
35. Viceammiraglio Paul D. Miller (9 dicembre 1986 - 21 ottobre 1988)
36. Viceammiraglio Henry H. Mauz, Jr. (21 ottobre 1988 - 1 dicembre 1990)
37. Viceammiraglio Stanley R. Arthur (1 dicembre 1990 - 3 luglio 1992)
38. Viceammiraglio Timothy W. Wright (3 luglio 1992 - 28 luglio 1994)
39. Viceammiraglio Archie R. Clemins (28 luglio 1994 - 13 settembre 1996)
40. Viceammiraglio Robert J. Natter (13 settembre 1996 - 12 agosto 1998)
41. Viceammiraglio Walter F. Doran (12 agosto 1998 - 12 luglio 2000)
42. Viceammiraglio James W. Metzger (12 luglio 2000 - 18 luglio 2002)
43. Viceammiraglio Robert F. Willard (18 luglio 2002 - 6 agosto 2004)
44. Viceammiraglio Jonathan W. Greenert (6 agosto 2004 - 12 settembre 2006)
45. Viceammiraglio William Douglas Crowder (12 settembre 2006 - 12 luglio 2008)
46. Viceammiraglio John M. Bird (12 luglio 2008 - 10 settembre 2010)
47. Viceammiraglio Scott R. Van Buskirk (10 settembre 2010 - 7 settembre 2011)
48. Viceammiraglio Scott H. Swift (7 settembre 2011 - 31 luglio 2013)
49. Viceammiraglio Robert L. Thomas Jr. (31 luglio 2013 - 7 settembre 2015)
50. Viceammiraglio Joseph Aucoin (7 settembre 2015 - 22 agosto 2017)
51. Viceammiraglio Phillip G. Sawyer[5] (23 agosto 2017 - in carica)